# Imprédicativité
L'imprédicativité est un terme du domaine des mathématiques, de la logique, de la théorie des ensembles et de la théorie des types. On dit qu'il y a imprédicativité « lorsqu'un objet parle de lui-même ». Une définition est imprédicative si l'objet défini intervient dans la définition elle-même.

## Histoire
Le paradoxe de Russell est un célèbre exemple d'imprédicativité menant à une contradiction : il introduit « l'ensemble de tous les ensembles qui ne se contiennent pas eux-mêmes » (par « contiennent », on comprendra « éléments de »)
En réaction à ce paradoxe et à d'autres Henri Poincaré et Bertrand Russell ont énoncé le « principe du cercle vicieux » ou de la pétition de principe. Néanmoins tout usage de l'imprédicativité ne mène pas forcément à une contradiction.
Rejeter des objets définis de manière imprédicative, tout en acceptant les entiers naturels (un entier naturel est soit zéro, soit le successeur d'un entier naturel), a conduit à la position connue sous le nom de prédicativisme, défendue par Poincaré et Hermann Weyl dans Das Kontinuum, Poincaré et Weyl défendent que les définitions imprédicatives ne sont problématiques que lorsque les ensembles mis en cause sont infinis.
Frank Ramsey avance que certaines définitions imprédicatives peuvent être sans danger : par exemple la définition de « la plus grande personne de la pièce » est imprédicative car elle dépend d'un ensemble d'objets dont le résultat fait partie. « Le plus grand minorant » en est un autre exemple.
Le système F est l'archétype des systèmes imprédicatifs, en effet l'expression ∀α.B définit un type par quantification sur tous les types α. Il a cependant été montré cohérent.
Burgess (2005) discute en détail des théories prédicatives et imprédicatives dans les contextes de la logique de Frege, de l'arithmétique de Peano, de l'arithmétique du second ordre, et de la théorie des ensembles.

## Aspect calculatoire de l'imprédicativité
En mathématique la définition d'une fonction peut être imprédicative et donc être définie en s'appelant elle-même. Cela peut donner un algorithme permettant de calculer la fonction. Ceci est très utilisé en informatique.
Cela se fait souvent par récurrence sur les entiers en donnant une valeur pour 0 et en définissant la valeur pour n+1 à partir des valeurs de 0 à n. Ceci en conformité avec la définition calculatoire de la fonction envisagée par l'algorithme.
Pour simple exemple, on définit l'addition en arithmétique de manière imprédicative par :
x+0 = x et x + S(y) = S(x+y), où S(x) est le successeur de x sur les entiers (intuitivement x+1).

## Pour approfondir